# Tesagrotis
Tesagrotis là một chi bướm đêm thuộc họ Noctuidae.

## Loài
- Tesagrotis atrifrons (Grote, 1873)
- Tesagrotis piscipellis (Grote, 1878)
- Tesagrotis corrodera (Smith, 1907)
- Tesagrotis amia (Dyar, 1903) (đồng nghĩa: Tesagrotis fortiter (Barnes & McDunnough, 1918)